# 121121 Koyoharugotoge
121121 Koyoharugotoge è un asteroide della fascia principale. Scoperto nel 1999, presenta un'orbita caratterizzata da un semiasse maggiore pari a 1,8851872 au e da un'eccentricità di 0,0291042, inclinata di 23,29372° rispetto all'eclittica.